# ES 트루아 AC
ES 트루아 AC(프랑스어: Espérance Sportive Troyes Aube Champagne, ESTAC)는 트루아를 연고로 하는 프랑스의 축구 클럽으로, 현재 리그 1에 소속되어 있다. 1986년에 ASTS와 TAF에 이어 트루아의 세 번째 프로 축구팀으로 창단되었다. 2001년 인터토토컵에서 원정 다득점 규칙에 따라 4-4로 뉴캐슬 유나이티드를 꺾고 우승을 하였다.
2020년 9월 3일, ES 트루아는 만수르 빈 자이드 알 나하얀가 설립한 시티 풋볼 그룹(CFG)이 새로 구단을 인수했다고 발표했다. CFG는 전 구단주인 다니엘 마소니가 보유한 대부분의 주식을 매입한 후 ES 트루아의 새로운 대주주가 되었으며 프랑스 사업가 막심 레이도 구단의 소수 지분을 인수하며 이사진이 되었다. 이로써 ES 트루아는 CFG가 소유한 10번째 클럽이 되었다.

## 역대 성적
- UEFA 인터토토컵: 우승 1회 (2001)
- 쿠프 드 프랑스: 준우승 1회 (1956)
- 리그 2 우승 2회 : 2014/15 2020/21

## 선수 명단

### 현역
참고: FIFA 자격 규정에 따라 소속된 국가대표팀 국기를 표시합니다. 선수는 복수의 FIFA 비회원국 국적을 가지고 있을 수 있습니다.
| 번호 | 포지션 | 국적         | 이름            |
| ---- | ------ | ------------ | --------------- |
| 5    | DF     | 알제리       | 메디 타랏       |
| 15   | FW     | 코트디부아르 | 조레스 아소무   |
| 17   | DF     | 기니비사우   | 우불랑 멘데스   |
| 21   | FW     | 부르키나파소 | 시리아케 이리에 |

| 번호 | 포지션 | 국적         | 이름                 |
| ---- | ------ | ------------ | -------------------- |
| 42   | MF     | 코트디부아르 | 압둘라예 라슬란 캉테 |

## 역대 감독
| 감독      | 임기        |
| --------- | ----------- |
| 알랭 페랭 | 1993 ~ 2002 |